# ان‌جی‌سی ۶۸۲۰ و ان‌جی‌سی ۶۸۲۳
ان‌جی‌سی ۶۸۲۰ و ان‌جی‌سی ۶۸۲۳ (انگلیسی: NGC 6820 and NGC 6823) یک سحابی بازتابی و یک خوشه باز در صورت فلکی روباهک است.